# Brianna Stubbs
Brianna Stubbs (nascida em 13 de julho de 1991) é uma remadora britânica de elite e cientista pesquisadora que ganhou duas medalhas de ouro para a Grã-Bretanha nos Campeonatos Mundiais de Remo Sub-23 de 2013 e 2016. Ela foi a pessoa mais jovem a remar através do Canal da Mancha completando o feito em 2004, aos 12 anos. A sua pesquisa na Universidade de Oxford está focada no metabolismo de bebidas cetônicas. Em 2014, ela foi incluída no programa 100 Women da BBC.

## Biografia
Brianna Stubbs nasceu em Poole, no litoral sul da Inglaterra, e frequentou a Canford School. Seu pai, Mark Stubbs, era remador. Brianna completou a travessia do Canal da Mancha com o pai como membro da sua preparação para a travessia oceânica.
Em 2010, ela foi para o Pembroke College, em Oxford, para estudar Medicina. Depois de completar um bacharelado de 3 anos em Ciências Pré-clínicas, ela foi premiada com uma Bolsa Industrial pela Comissão Real para a Exposição de 1851, a fim de estudar para um D.Phil. em Fisiologia. Ela se juntou a uma equipe de pesquisa envolvida no desenvolvimento de uma bebida cetônica para uso em esportes, com sua própria pesquisa focada no metabolismo cetônico em atletas, nos efeitos de diferentes suplementos cetônicos na fisiologia humana, e nos efeitos das bebidas cetônicas no apetite.
Em 2017, Brianna assumiu o cargo de líder de pesquisa em uma start-up baseada no Vale do Silício, a HVMN, onde ajudou a garantir um contrato STTR de US$ 6 milhões para o estudo de ésteres cetônicos em ambientes extremos.
Em 2019, Brianna Stubbs assumiu o papel de Cientista Translacional Líder no The Buck Institute, trabalhando com um grupo de pesquisa especializado nos efeitos dos corpos cetônicos no envelhecimento.

## Carreira no remo
O primeiro envolvimento de Brianna Stubbs no remo internacional foi em 2007, quando ela remou na match race GB vs França como reserva. Em 2009, ela ganhou a medalha de prata como integrante do Junior Women's Four. Brianna venceu a Oxford vs. Cambridge Women's Boat Race em 2010 e em 2011, competindo pela OUWBC. Fazendo a mudança para a categoria leve e mudando para o Wallingford Rowing Club, ela ganhou a seleção internacional e venceu o Campeonato Mundial de Remo de 2013 no double scull feminino leve, com Eleanor Piggott.
Brianna ganhou seu primeiro uniforme internacional sênior no Campeonato Mundial de Remo de 2014 no peso leve feminino quádruplo skiff, terminando em 6º lugar. No Campeonato Mundial de Remo de 2015, na França, Brianna Stubbs fez parte da equipe vencedora da medalha de prata no peso leve feminino quádruplo skiff, junto com Ruth Walczak, Emily Craig e Eleanor Piggott. No campeonato do ano seguinte, em Rotterdam, ela fez parte da equipe vencedora da medalha de ouro na mesma prova, ao lado de Craig, Piggott e Imogen Walsh.
Desde que se aposentou do remo, Brianna Stubbs se classificou duas vezes para o Campeonato Mundial IronMan 70.3, em 2018 e em 2020. Brianna Stubbs se classificou para o Campeonato Mundial IronMan em Kona, ao ficar em primeiro lugar na faixa etária F30-34 no Campeonato Norte-Americano IronMan de 2021, em Tulsa OK, com o tempo de 10 horas, 15 minutos e 6 segundos.